# Hasan Rúhání
Hasan Rúhání (persky حسن روحانی‎; narozen jako Hasan Ferejdún 12. listopadu 1948 Sorche) je íránský politik, mudžtahid, právník, akademik, islámský duchovní a diplomat, který byl od v letech 2013–2021 7. prezidentem Íránu. Od roku 1999 je členem Shromáždění učenců. V letech 1991 – 2021 byl členem Rady pro určování zájmů režimu a mezi lety 1989–2021 členem Nejvyšší rady národní bezpečnosti. Rúhání byl místopředsedou čtvrtého a pátého volebního období íránského parlamentu (Madžles) a tajemníkem Nejvyšší rady národní bezpečnosti v letech 1989 až 2005. Ve své druhé funkci byl nejvyšším vyjednavačem země s Trojkou EU, Velkou Británií, Francií a Německem v oblasti jaderné technologie v Íránu a působil také jako šíitský mudžtahid (vysoký duchovní) a vyjednávač ekonomického obchodu. Vyjádřil oficiální podporu prosazování práv etnických a náboženských menšin. V roce 2013 jmenoval svým prvním viceprezidentem bývalého ministra průmyslu Ešáqa Džahángírího.
Dne 7. května 2013 se Rúhání zaregistroval do prezidentských voleb, které se konaly dne 14. června 2013. Řekl, že pokud bude zvolen, připraví „listinu občanských práv“, obnoví ekonomiku a zlepší problematické vztahy se západními národy. Rúhání je často popisován jako umírněný. Byl zvolen prezidentem Íránu 15. června, když porazil teheránského starostu Mohammada Bághera Ghálibáfa a čtyři další kandidáty. Do funkce nastoupil 3. srpna 2013. V roce 2013 jej časopis Time uvedl na seznamu 100 nejvlivnějších lidí na světě. V domácí politice podporuje osobní svobodu a volný přístup k informacím, zlepšil práva žen jmenováním mluvčích ministerstva zahraničí a byl popsán jako centrista a reformista, který zlepšil diplomatické vztahy Íránu s ostatními zeměmi prostřednictvím výměny smířlivých dopisů. Rúhání byl znovuzvolen ve volbách v roce 2017 s 23 636 652 hlasy (57,1%).

## Politická kariéra
Později v úřadu vedl íránský nukleární vyjednávací tým a byl hlavním vyjednavačem se státy Evropské unie – Spojeným královstvím, Francií a Německem – ohledně íránského jaderného programu. Byl poradcem prezidenta Muhammada Chátamího a kritizoval předchozího prezidenta Mahmúda Ahmadínežáda za špatnou zahraniční politiku a ekonomickou situaci v zemi.
7. května 2013 se zaregistroval do prezidentských voleb. Prohlásil, že v případě zvolení vypracuje „listinu občanských práv“, obnoví ekonomiku a zlepší divoké vztahy se Západem. Při volbách 14. června 2013 získal 50,68 % hlasů a vyhrál tak v prvním kole, kterého se zúčastnilo 72 % voličů. Už zkraje sčítání volebních hlasů získal velký náskok. Jeho soupeř, teheránský starosta Mohammad Báker Ghálibáf, získal 17 %. 15. června byl vyhlášen vítězem. Úřad prezidenta převzal 3. srpna 2013.
Ve volbách 19. května 2017 prezidentský mandát obhájil pro další čtyřleté období, když získal už v prvním kole 58 % hlasů.
Po ničivých útocích bezpilotních letadel, vyslaných v září 2019 údajně z Jemenu, na zařízení ropného průmyslu v Saúdské Arábii, prohlásil Rúhání, že Írán „chce svým sousedům podat ruku přátelství a bratrství“. Na následném Valném shromáždění OSN má Írán v úmyslu předložit plán pro regionální spolupráci, kterým by byly zajištěny vývoz ropy a bezpečnost námořních cest. Írán je také připraven, „odpustit svým sousedům jejich minulé chyby“.
Rúhání potřetí kandidovat nemohl a 3. srpna 2021 do úřadu usedl jeho nástupce Ebráhím Raísí.